# Allonim (kibuc)
Allonim (hebr. אַלּוֹנִים; ang. Alonim; pol. Dęby) – kibuc położony w Samorządzie Regionu Emek Jizre’el, w Dystrykcie Północnym, w Izraelu. Członek Ruchu Kibuców.

## Położenie
Kibuc jest położony na wysokości od 120 do 140 metrów n.p.m. na stokach wzgórz zamykających od zachodu intensywnie użytkowaną rolniczo Dolinę Jezreel w Dolnej Galilei, na północy Izraela. Wzgórza te rozciągają się z południa na północ, i oddzielają Dolinę Jezreel od Doliny Zebulona. Zbocza wzgórz są porośnięte lasami. Stoki opadają w kierunku południowo-wschodnim. W jego otoczeniu znajdują się miasteczka Kirjat Tiwon, Basmat Tab’un i Ramat Jiszaj, oraz moszawy Allone Abba, Sede Ja’akow i Bet Zajid.
Allonim jest położony w Samorządzie Regionu Emek Jizre’el, w Poddystrykcie Jezreel, w Dystrykcie Północnym Izraela.

## Historia
Początki grupy założycielskiej kibucu wiążą się z przybycie w sierpniu 1935 roku Alexandra Zaïda do Emek Jizre’el. Na zlecenie Żydowskiego Funduszu Narodowego utworzył on grupę trzech pasterzy-strażników Ha-Szomer, którzy zajęli się ochroną żydowskich pastwisk w rejonie Szejk Abrik. Z czasem dołączyło do nich trzech kolejnych pasterzy. Żyli oni w prymitywnych warunkach, śpiąc w trzech barakach na obrzeżach kompleksu fabrycznego. Dorywczo wykonywali oni inne dodatkowe prace. W styczniu 1936 roku zawiązała się bezpośrednia grupa założycielska, w skład której weszli młodzi wykształceni imigranci z Niemiec. Od lutego 1934 roku przechodzili oni szkolenie rolnicze i zdobywali niezbędne doświadczenie w kibucu En Charod. W dniu 18 stycznia 1936 roku obie grupy zebrały się razem, licząc w sumie 70 osób. Blisko obozu baraków fabrycznych utworzono nowy tymczasowy obóz, w którym spano w namiotach pasterskich. Połączenie i integracja obu grup przebiegła bardzo szybko, tworząc silne więzy przyjaźni. W kwietniu 1936 roku wybuchło arabskie powstanie w Palestynie, co w znacznym stopniu wpłynęło na pogorszenie się warunków życia grupy. Alexander Zaïd poprowadził w czerwcu 1936 roku całą grupę do swojej rodzinnej farmy (obecnie kibuc Bet Zajid), gdzie dalej mieszkali w namiotach, a stodoła służyła jako jadalnia (wodę czerpano ze źródła u podnóża pobliskiego wzgórza). Poza normalną pracą pilnowania pastwisk, niektórzy ze członków zaangażowali się w badanie odkrytych katakumb Bet Sze’arim. W październiku 1936 roku zakupiono pierwsze stado kóz. W tym czasie kibuc był kilkakrotnie zaatakowany przez arabskie bandy – zginęło trzech jego mieszkańców.
W styczniu 1937 roku grupa podjęła decyzję o przystąpieniu do ruchu Zjednoczony Kibuc i utworzeniu nowego kibucu. W tym celu przyjęto nowych imigrantów z Polski. Ich integracja z grupą nie przebiegła łatwo, gdyż starzy członkowie byli ze sobą mocno zżyci i niechętni do przyjęcia nowych młodszych osób. Ostatecznie absorpcja imigrantów przebiegła pomyślnie i w dniu 26 marca 1937 roku zakończono przejście grupy do nowego niezależnego obozu, który stał się kibucem. Członkowie nadal mieszkali w namiotach pasterskich, a narzędzia i zapasy przechowywali w barakach. Pośrodku obozu wzniesiono drewnianą jadalnię. Całość otoczono obronną palisadą z wieżą obserwacyjną, co zapewniało ochronę przed napaścią Arabów. Sivan Trtz wpadł wówczas na pomysł, aby osadę nazwać Dęby, od licznych dębów porastających okoliczne wzgórza.

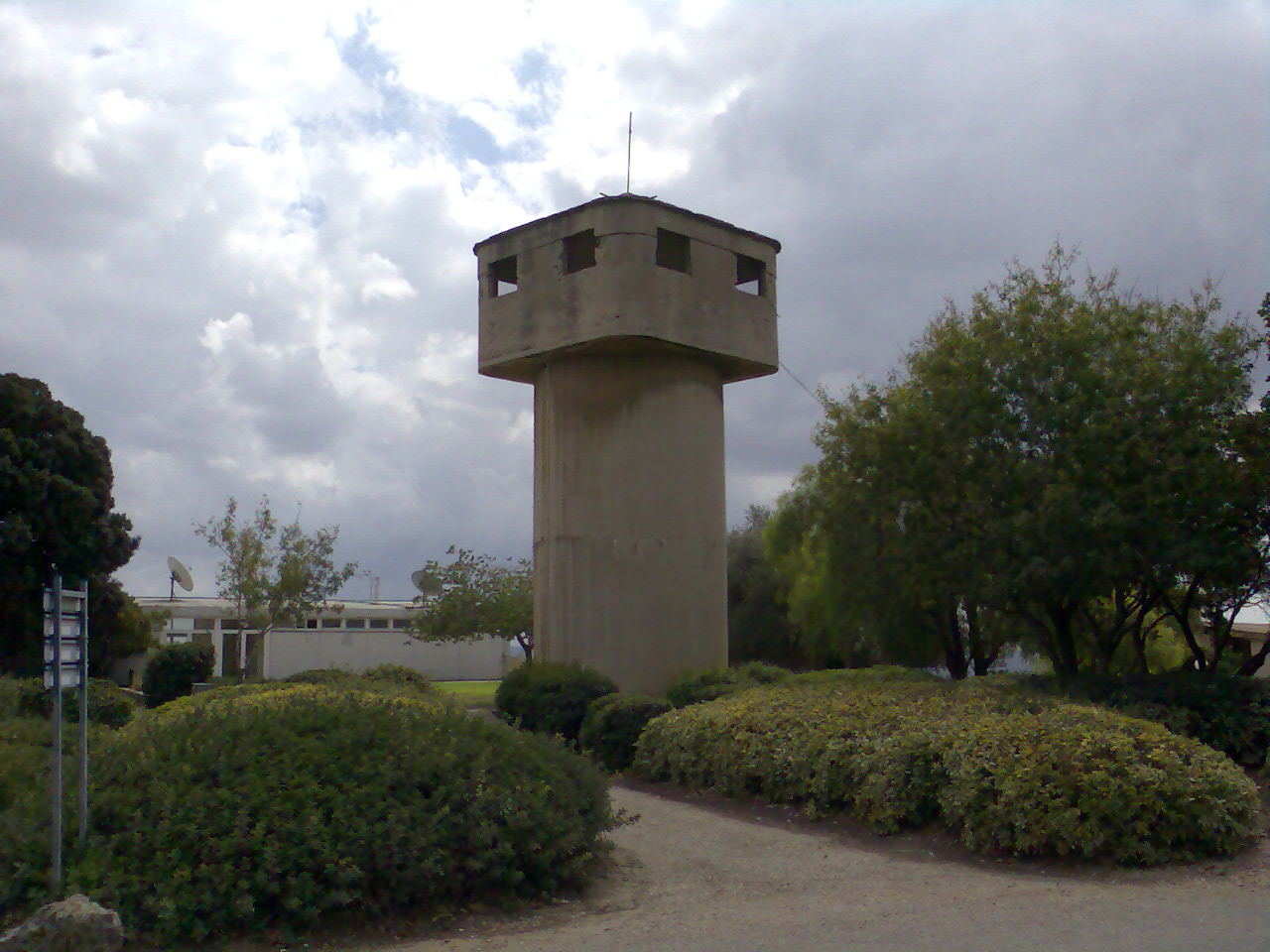
Historyczna wieża ciśnieniowa w kibucu Allonim

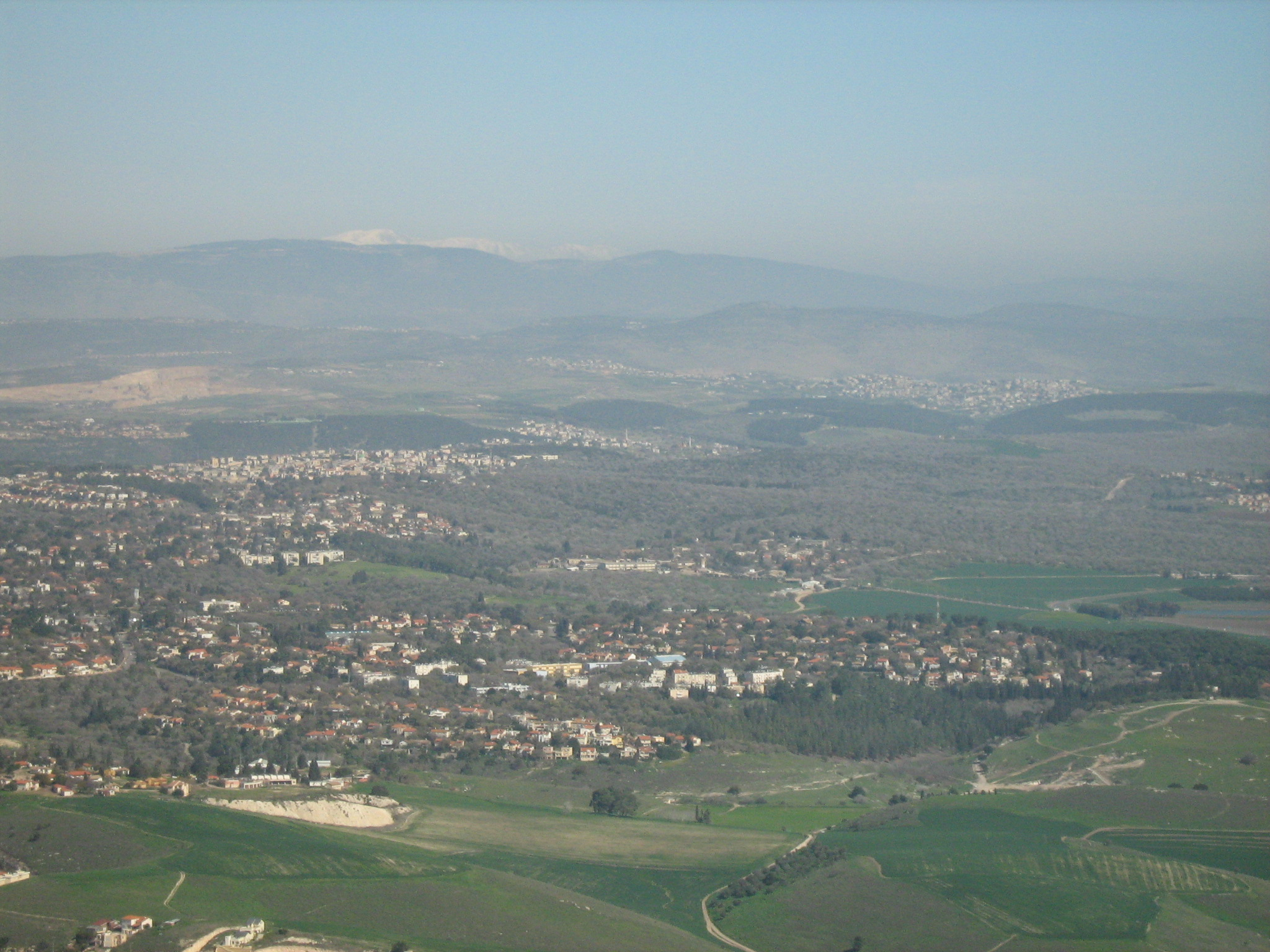
Panorama okolicy - w centralnej części widoczny kibuc Allonim

Członkowie kibucu od samego początku angażowali się w patrolowanie i ochronę całej okolicy, prowadząc równocześnie normalne prace przy swojej osadzie. W tym pierwszym okresie istnienia kibucu, mieszkańcy utrzymywali się z dorywczych prac wykonywanych często w odległych miejscach. Z biegiem czasu i wzrostem liczebności kibucu, zaczął pojawiać się problem z brakiem gruntów rolnych. Z tego powodu, w styczniu 1938 roku przeprowadzono wspólną operację kilku społeczności z północy – zebrano dziesiątki par zwierząt pociągowych oraz kilkanaście ciągników rolniczych, oczyszczając wspólnie nowy teren z kamieni. Sześć miesięcy później, w dniu 20 czerwca 1938 roku w miejsce to przeniesiono kibuc. Tym razem obronną palisadę wzniesiono z kamieni, a nie jak wcześniej z desek, pomiędzy które wsypywano żwir. Jadalnię i pierwsze domy również wzniesiono z kamieni. W ten sposób, członkowie kibucu przez dwa lata mieszkali w dwóch miejscach – w starym i nowym obozie. Wszystkimi wstrząsnęło zabójstwo Alexandra Zaïda, którego beduińscy bandyci zabili 11 lipca 1938 roku w pobliżu kibucu Allonim. Kilka miesięcy później, w październiku 1938 roku rozpoczęto budowę pozycji obronnych w Allonim. Wzniesiono wówczas wieżę ciśnieniową, która stała się symbolem kibucu. Aby przeciwdziałać kolejnym napaściom, w Allonim zaczął stacjonować oddział Policji Żydowskich Osiedli, a następnie Specjalna Jednostka Nocna. Wielu członków kibucu przystąpiło do żydowskiej organizacji samoobrony Hagana. Po wybuchu II wojny światowej niektórzy z nich zgłosili się na ochotnika do British Army, natomiast w Allonim utworzono jedną z baz kompanii szturmowych Palmach. W latach 1943–1946 okoliczne tereny były wykorzystywane do szkolenia żołnierzy Palmach. Równocześnie kibuc przyjmował nowych imigrantów i rozwijał się. We wrześniu 1942 roku otworzono przedszkole, powstała niewielka strefa przemysłowa, posadzono nowe drzewa, obsiano nowe pola i rozszerzono stado owiec oraz bydła mlecznego. Tymczasem w poszukiwaniu skutecznego rozwiązania narastającego konfliktu izraelsko-arabskiego w dniu 29 listopada 1947 roku została przyjęta Rezolucja Zgromadzenia Ogólnego ONZ nr 181. Zakładała ona między innymi, że kibuc Allonim miał znaleźć się w granicach nowo utworzonego państwa żydowskiego. Arabowie odrzucili tę Rezolucję i dzień później doprowadzili do wybuchu wojny domowej w Mandacie Palestyny. W trakcie jej trwania rejon kibucu zajęły siły Arabskiej Armii Wyzwoleńczej, które sparaliżowały żydowską komunikację w całej okolicy. W wyniku I wojny izraelsko-arabskiej w 1948 roku siły izraelskie wysiedliły i zniszczyły wiele okolicznych wiosek arabskich. Nastąpiła wówczas poprawa sytuacji bezpieczeństwa, co umożliwiło dalszy rozwój kibucu.
Na przestrzeni kolejnych lat w kibucu rozpoczęło działalność kilka firm wykorzystujących okoliczne lasy do produkcji narzędzi i zabawek z drewna. W 1960 roku działalność rozpoczęła fabryka okuć wykonywanych z aluminium, a w 1976 roku kolejna fabryka wykonująca powłoki ochronne z aluminium. W latach 90. XX wieku kibuc przeszedł przez proces prywatyzacji, zachowując kolektywną organizację instytucji kultury, edukacji i ochrony zdrowia. W 1995 roku przy kibucu powstało duże centrum handlowe, będące pierwszym tego typu centrum prowadzonym przez społeczność kibucową.

### Nazwa
Nazwa kibucu oznacza „dąb”, i odnosi się do licznych dębów porastających okoliczne wzgórza.

## Demografia
Większość mieszkańców kibucu jest Żydami, jednak nie wszyscy identyfikują się z judaizmem. Tutejsza populacja jest świecka:

## Gospodarka i infrastruktura
Gospodarka kibucu opiera się na intensywnym rolnictwie, sadownictwie, hodowli drobiu oraz bydła mlecznego. Od 1976 roku w kibucu działa firma Algat, produkująca zaawansowane technologicznie wyroby ze stopów aluminium, magnezu i stali nierdzewnej dla potrzeb przemysłu lotniczego i zbrojeniowego. Firma Odem-Architecture specjalizuje się w projektowaniu wystroju wnętrz domów, biur i budynków publicznych. Na zewnątrz kibucu znajduje się duże centrum handlowe Alonim, które zajmuje powierzchnię około 20 hektarów. Kibuc posiada przychodnię zdrowia, sklep wielobranżowy i warsztat mechaniczny.

## Transport
Z kibucu wyjeżdża się na południe na drogę nr 7513, którą jadąc na północny wschód dojeżdża się do moszawu Allone Abba, lub jadąc na południe dojeżdża się do skrzyżowania z drogą nr 75. Jadąc nią na zachód dojeżdża się do miasteczka Kirjat Tiwon, a jadąc na wschód dojeżdża się do miasteczka Ramat Jiszaj.

## Edukacja i sport
Kibuc utrzymuje przedszkole. Starsze dzieci są dowożone do szkoły podstawowej w pobliskim moszawie Kefar Jehoszua lub do szkoły średniej w kibucu Jifat. Jest tu także Allon Center specjalizujące się w różnorodnych szkoleniach i programach doskonalenia nauczania. Centrum pracuje także z młodzieżą mającą trudności w nauczaniu i przechodzącą różne trudności emocjonalne lub frustracje, które uniemożliwiają im kontynuowanie nauki w normalnym systemie szkolnym. W kibucu jest ośrodek kultury z biblioteką, basen pływacki, sala sportowa z siłownią, oraz boisko do piłki nożnej.

## Turystyka
Tutejszą atrakcją turystyczną jest stadnina koni i szkółka jeździecka. Okoliczne wzgórza porośnięte naturalnym lasem dębowym są dogodnym terenem do przejażdżek konnych lub pieszych wędrówek. Tutejsze lasy przechodzą w kierunku północno-wschodnim w Rezerwat przyrody Allone Abba.